# Lekh lekha
Lech-Lecha, Lekh-Lekha, o Lech-L'cha (ebraico: לֶךְ-לְךָ — tradotto in italiano: "vai, vàttene!" o "vanne" — incipit di questa parashah) è la terza porzione settimanale della Torah (parashah o anche parsha/parscià) nel ciclo annuale ebraico di letture bibliche dal Pentateuco. Rappresenta il passo 12:1-17:27 della Genesi. Gli ebrei lo leggono durante il terzo Shabbat dopo Simchat Torah, generalmente in ottobre o novembre.
E il Signore disse ad Abramo: vai, vattene (lech lecha) dalla tua terra, dalla tua patria, dalla casa di tuo padre.... Abramo, figlio di Terach, che era un costruttore di idoli, aveva distrutto gli idoli nell'officina del padre stesso. Si comprende che un atto come quello è di per sé una rottura con le tradizioni; con l'abbandono della casa del padre e della città di Ur il solco, già profondo, diventa incolmabile. Abramo diventa l'Ivri (nella accezione moderna l'Ebreo), colui che ha fatto il passaggio, e che non tornerà più indietro.
Questa parashah, quindi, mostra l'origine della religione ebraica, e ne contiene tutti i principi fondamentali. Lo stesso Mosè, che riceverà la Torah sul monte Sinai deve la rivelazione ad Abramo, primo patriarca.
Nel prosieguo, si narra della sterilità del matrimonio tra Abramo e Sara e della nascita del figlio di Abramo, Ismaele, generato dalla serva Agar; della gelosia di Sara per Agar e della cacciata di Agar stessa. Si narra inoltre di come Abramo divise la terra con suo nipote Lot, della battaglia di Siddim, e del patto della circoncisione in ebraico בְּרִית מִילָה‎?, brit milah.

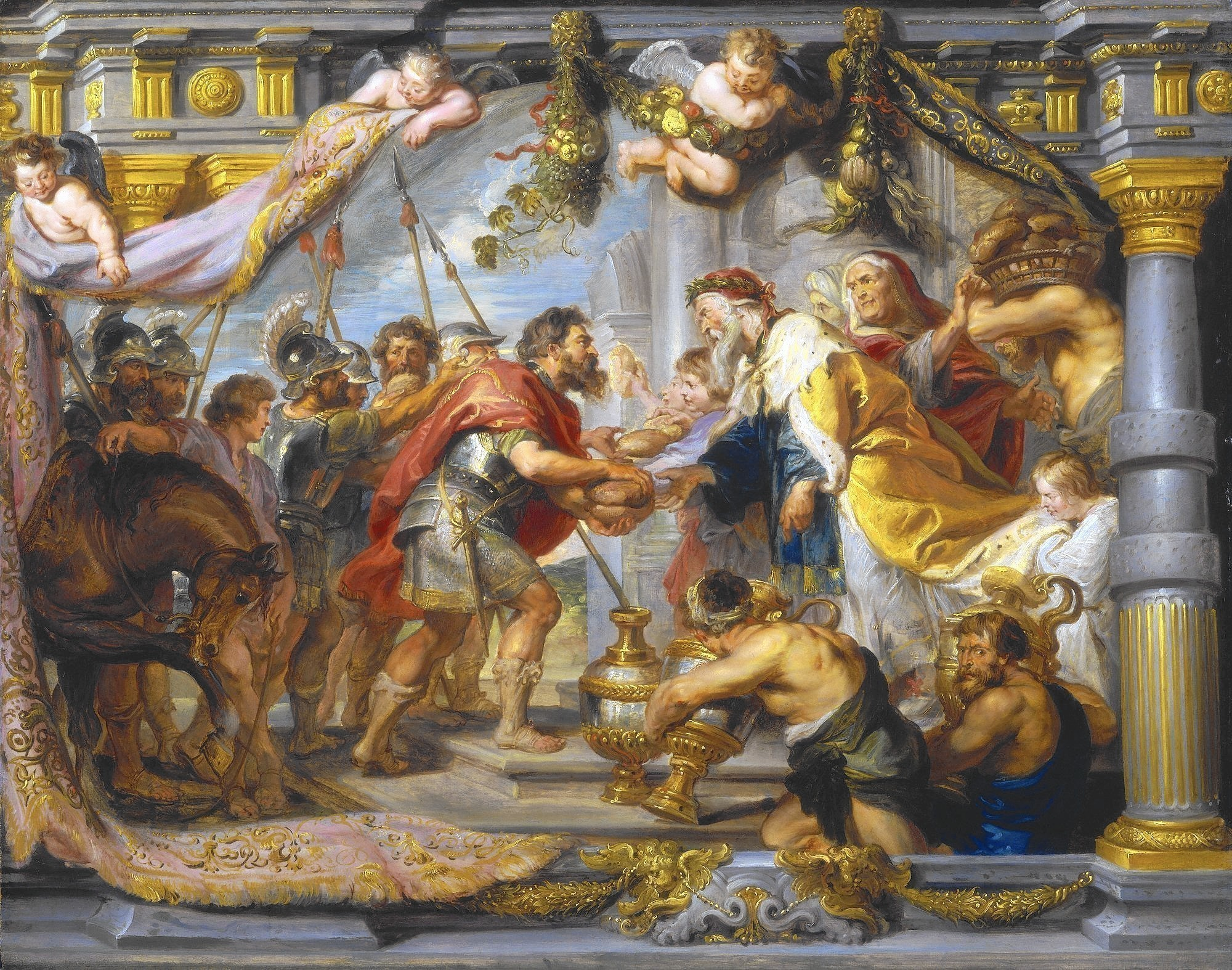
Abramo e Melchisedec (dipinto di Peter Paul Rubens, 1625 ca.)

## Letture
Nella tradizionale lettura biblica dello Shabbat, la parashah viene suddivisa in sette parti, o in ebraico עליות‎?, aliyot. Nel Testo Masoretico del Tanakh (Bibbia ebraica), la Parshah Lech-Lecha ha tre divisioni a "porzione aperta" (ebraico: פתוחה, petuchah) (approssimativamente equivalenti a paragrafi, spesso abbreviati con la lettera ebraica פ (peh), corrispondente alla lettera italiana “P”). La Parshah Lech-Lecha ha diverse altre suddivisioni, chiamate divisioni a "porzione chiusa" (ebraico: סתומה, setumah) (abbreviate con la lettera ebraica ס (samekh), corrispondente alla lettera italiana "S") nell'ambito delle divisioni a porzione aperta (ebraico: פתוחה, petuchah). La prima porzione aperta (ebr. פתוחה, petuchah) divide la prima lettura (ebr. עליה, aliyah). La seconda porzione (ebr. פתוחה, petuchah), copre il resto della prima lettura e tutta la seconda e terza (ebr. עליות, aliyot). La terza porzione aperta (ebr. פתוחה, petuchah) comprende le letture rimanenti (ebr. עליות, aliyot). Le divisioni a porzione chiusa (ebr. סתומה, setumah) dividono ulteriormente la quinta e sesta lettura (ebr. עליות, aliyot).

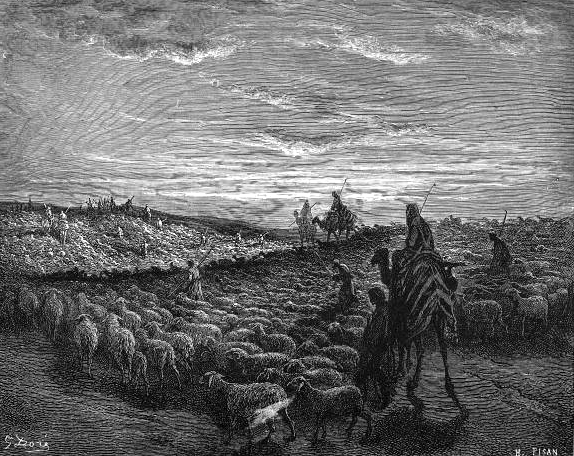
Abramo in viaggio verso la Terra di Canaan (incisione di Gustave Doré da La Sainte Bible, 1865)

## Comandamenti
Secondo Maimonide e lo Sefer ha-Chinuch, in questa parashah c'è un comandamento (mitzvah) positivo.
- Il precetto della circoncisione (Brit Milah).[4]

## Maqam settimanale
Nella Maqam settimanale, gli ebrei sefarditi ogni settimana basano i loro canti del servizio religioso sul contenuto della rispettiva parashah settimanale. Per la parashah Lech Lecha, gli sefarditi usano la Maqam Saba, una maqam che simbolizza un patto (berit). Tale maqam è qui appropriata, poiché nella parashah Abramo ed i suoi figli vengono circoncisi, un rituale che significa un patto tra uomo e Dio.

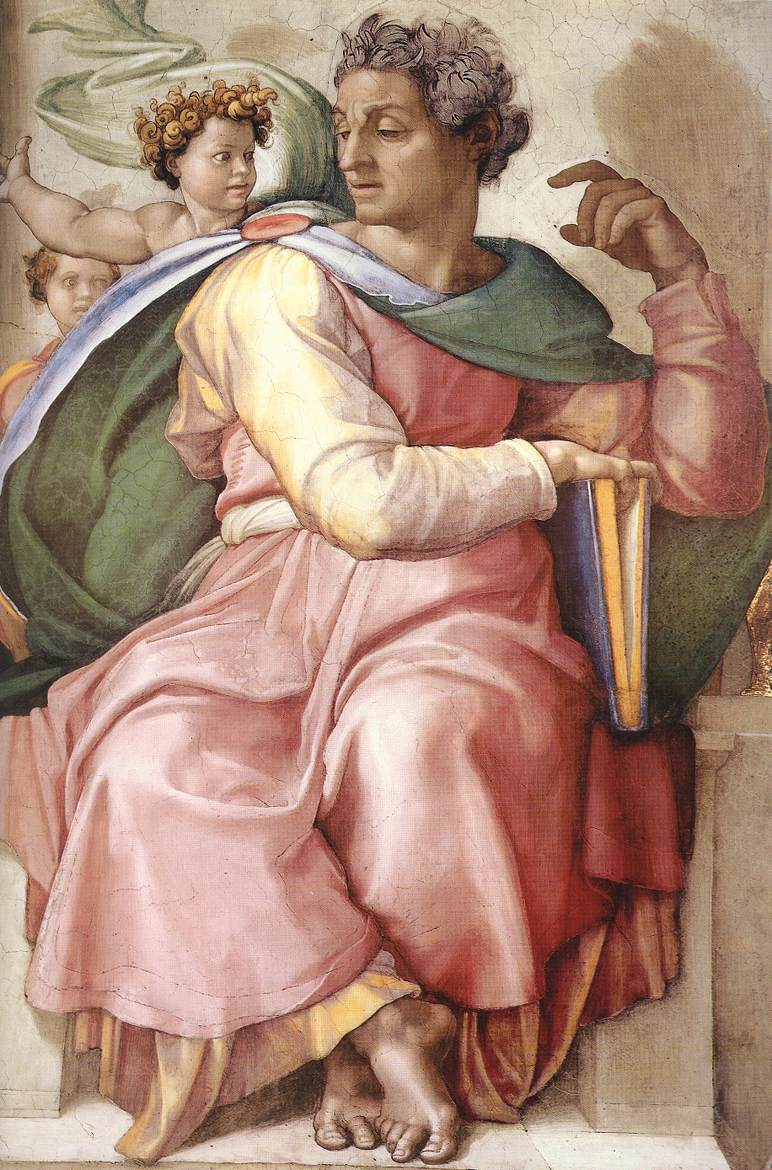
Isaia (affresco di Michelangelo nella Cappella Sistina, 1509)

## Haftarah
La haftarah della parshah è:
- per gli ebrei aschenaziti e sefarditi: Isaia 40:27[6]-Isaia 41:16[7]
- per i caraiti: Giosuè 24:3-18[8]

## Riferimenti
la parashah ha paralleli o viene discussa nelle seguenti fonti (EN, IT, HE, DE) :

### Antichi
- Trattati Vassalli di Esarhaddon. Babilonia, 681–669 p.e.v.
- "Andare/Passare attraverso" su Hans G. Guterbock & Harry A. Hoffner (curatori), The Hittite Dictionary of the Oriental Institute of the University of Chicago, vol. P, 36-37. Chicago: University of Chicago, 1997.

### Biblici
- Genesi 20:1-16[9]; HE 22:17[10] (numerosi come le stelle); Genesi 26:1-33[11].
- Esodo 4:24-26[12] (circoncisione).
- Deuteronomio 1:10[13] (numerosi come le stelle).
- Geremia 34:18-20[14].

### Non rabbinici
- The Genesis Apocryphon[collegamento interrotto]. Manoscritti del Mar Morto 1Q20. Terra d'Israele, I sec. p.e.v. Rist. su Géza Vermes. The Complete Dead Sea Scrolls in English, 448, 453–59. New York: Penguin Press, 1997. ISBN 0-7139-9131-3. (moglie-sorella, battaglia dei re).

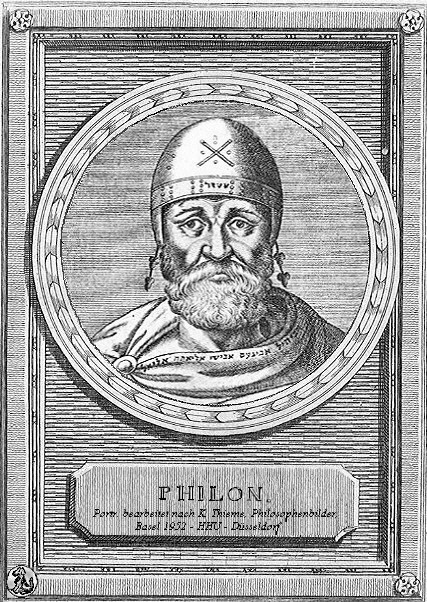
Filone d'Alessandria

- The Heavenly Prince Melchizedek. Manoscritti del Mar Morto 11Q13. Terra d'Israele, I sec. p.e.v. Rist. su Géza Vermes. The Complete Dead Sea Scrolls in English, 500–02. New York: Penguin Press, 1997. ISBN 0-7139-9131-3.

- Filone d'Alessandria. Allegorical Interpretation 2: 15:59; Allegorical Interpretation 3: 8:24; 13:39; 25:79; 26:82–27:83; 28:85; 70:197; 78:217; 81:228; 87:244; On the Cherubim 1:2; That the Worse Is Wont To Attack the Better 44:159; On the Giants 14:63; On the Unchangableness of God 1:4; On Drunkenness 7:24; 27:105; On the Confusion of Tongues 8:26; On the Migration of Abraham 1:1; 3:13; 9:43; 16:86; 19:107; 20:109; 27:148; 30:164; 39:216; Who Is the Heir of Divine Things? 1:2; 7:34; 12:58; 13:66; 14:69; 15:76; 16:81; 17:86; 18:90; 21:102; 25:125; 26:129; 43:207; 48:230; 49:237; 51:249; 54:267; 55:272; 56:275, 277; 60:300; 61:307, 312; 62:313; On Mating with the Preliminary Studies 1:1; 13:63; 14:71; 17:92; 18:99; 25:139; 27:153; On Flight and Finding 1:1–6; 22:119; 35:196; On the Change of Names 1:1; 3:15, 18, 22; 4:27; 5:39, 42; 6:51–52; 23:130, 136; 27:148; 33:175, 177; 37:201; 44:253; 45:263–46:264; 47:267; 48:270; On Dreams, That They Are God-Sent 1:9:47, 41:240; 2:39:255 On Abraham 17:77; 46:273; The Decalogue 10:37–38; On the Virtues 39:215–16; Every Good Man Is Free 5:29; Questions and Answers on Genesis 2: 80; 3: 1–62. Alessandria d'Egitto, primo I secolo. Rist. su The Works of Philo: Complete and Unabridged, New Updated Edition. Trad. (EN)  di Charles Duke Yonge, 44, 52, 54, 59, 73, 75–76, 78, 80, 129, 157–58, 209, 216, 236, 253–54, 257, 261, 263, 267, 269, 274, 276, 278, 281–84, 286, 293, 295–97, 299–300, 302–04, 309–10, 312, 316–17, 321, 331, 339, 341–46, 352–53, 356, 358, 363–64, 369, 386, 406, 418, 434, 521, 662, 684, 839, 841–63. Peabody, Mass.: Hendrickson Pub., 1993. ISBN 0-943575-93-1.

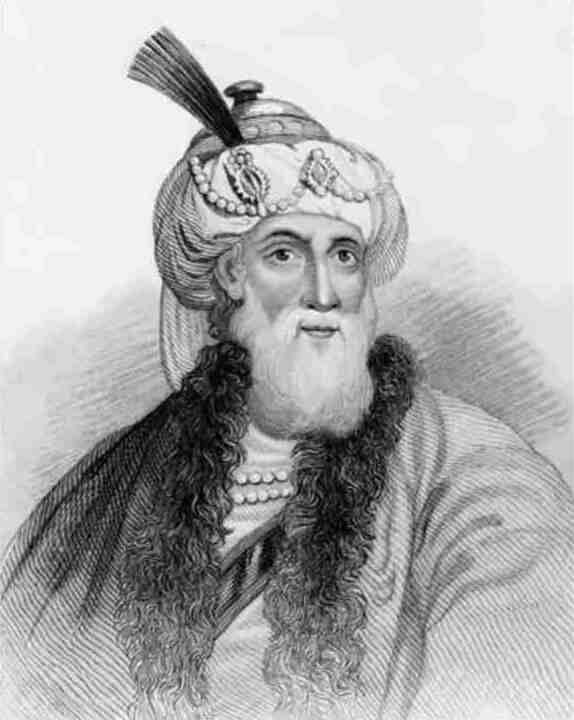
Flavio Giuseppe

- Flavio Giuseppe. Guerre giudaiche, 5:9:4; 7:10:1. Circa 75 e.v. Rist. The Works of Josephus: Complete and Unabridged, New Updated Edition. Trad. (EN)  di William Whiston, 716. Peabody, Mass.: Hendrickson Pub., 1987. ISBN 0-913573-86-8.
- Corano 2:258 Archiviato il 2 aprile 2015 in Internet Archive.; [collegamento interrotto]; 6:74–84 Archiviato il 23 settembre 2015 in Internet Archive.; 19:41–50 Archiviato il 31 ottobre 2012 in Internet Archive., Arabia, VII secolo.

### Rabbinici classici
- Mishnah: Nedarim 3:11; Sotah 7:5; Sanhedrin 10:3; Eduyot 2:9; Avot 5:3; Keritot 1:1. Terra d'Israele, circa 200 e.v. Rist. su The Mishnah: A New Translation. Trad. (EN)  di Jacob Neusner, 412, 458, 605, 645–46, 685, 836. New Haven: Yale University Press, 1988. ISBN 0-300-05022-4.
- Tosefta: Berakhot 1:12–13; Shabbat 7:24, 15:9; Yevamot 8:5; Nedarim 2:5; Sotah 5:12; Sanhedrin 13:8; Eduyot 1:14. Terra d'Israele, circa 300 e.v. Rist. su The Tosefta: Translated from the Hebrew, with a New Introduction. Trad. (EN)  di Jacob Neusner. Peabody, Mass.: Hendrickson Pub., 2002. ISBN 1-56563-642-2.
- Talmud gerosolimitano: Berakhot 17a–b; Sheviit 43b; Bikkurim 5b; Megillah 15b; Sanhedrin 17b. Land of Israel, circa 400 e.v. Rist. su Talmud Yerushalmi. curato da Chaim Malinowitz, Yisroel Simcha Schorr, e Mordechai Marcus, voll. 1, 6b, 12, 26. Brooklyn: Mesorah Publications, 2005–2012.
- Genesi Rabbah 39:1–47:10. Terra d'Israele, V secolo. Rist. su Midrash Rabbah: Genesis. Trad. (EN)  di H. Freedman & Maurice Simon. Londra: Soncino Press, 1939. ISBN 0-900689-38-2.

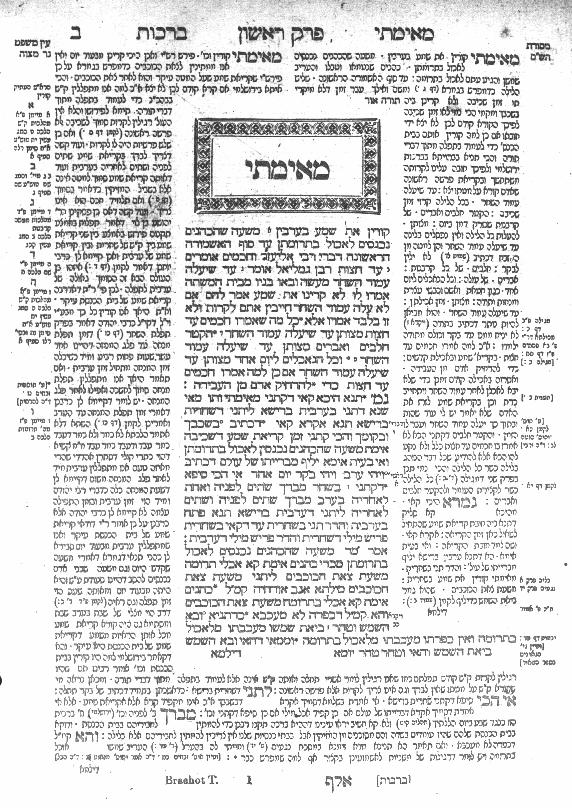
Talmud

- Talmud babilonese: Berakhot 7b, 9b, 13a, 49a, 55a, 56b, 64a; Shabbat 89b, 97a, 105a, 108a, 118b, 130a, 132a–b, 133b, 135a–b, 156a; Eruvin 40b, 53a; Pesachim 52a, 69b, 87b, 92a; Sukkah 31a; Beitzah 8b; Rosh Hashanah 16b; Taanit 27b; Megillah 16b, 31b; Moed Katan 13a, 25b, 27b, 29a; Chagigah 12a, 13a; Yevamot 5b, 13b–14a, 42a, 64a, 70b–71a, 72a, 100b; Ketubot 112a; Nedarim 31b–32b; Nazir 23a–b; Sotah 4b, 17a, 32a, 33b, 38b, 46b; Gittin 2a; Kiddushin 29a, 39a, 41b; Bava Kamma 38b, 60b, 88a, 92b–93a; Bava Metzia 59a; Bava Batra 15b–16a, 56a, 100a, 127a, 163a; Sanhedrin 38b, 44a–b, 59b, 92b, 95b–96a, 99a–b, 107b, 109a, 111a; Makkot 8b, 13b, 23b–24a; Avodah Zarah 9a, 26b–27a; Horayot 10b; Menachot 42a; Chullin 49a, 65a, 89a; Arakhin 16a–b; Keritot 2a; Meilah 17b; Niddah 61a. Babilonia, VI secolo. Rist. su Talmud Bavli. Curato da Yisroel Simcha Schorr, Chaim Malinowitz, e Mordechai Marcus, 72 voll. Brooklyn: Mesorah Pubs., 2006.
- Pesikta de-Rav Kahana 5:2:1. VI-VII secolo. Rist. su Pesiqta deRab Kahana: An Analytical Translation and Explanation. Trad. (EN)  di Jacob Neusner, 1:71. Atlanta: Scholars Press, 1987. ISBN 1-55540-072-8.

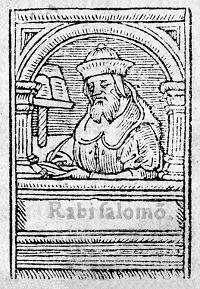
Rashi

### Medievali
- Rashi. Commentario. Genesis 12–17. Troyes, Francia, tardo XI secolo. Ristampa su Rashi. The Torah: With Rashi's Commentary Translated, Annotated, and Elucidated. Trad. (EN)  e note di Yisrael Isser Zvi Herczeg, 1:115–72. Brooklyn: Mesorah Publications, 1995. ISBN 0-89906-026-9.
- Yehuda Halevi. Kuzari. 2:14, 16, 34, 44, 80; 3:7; 4:17. Toledo, Spagna, 1130–1140. Rist. su Jehuda Halevi. Kuzari: An Argument for the Faith of Israel. Introd. di Henry Slonimsky, 90, 92, 108, 110, 132, 142, 223. New York: Schocken, 1964. ISBN 0-8052-0075-4.
- Zohar 76b–96b. Spagna, tardo XIII secolo.

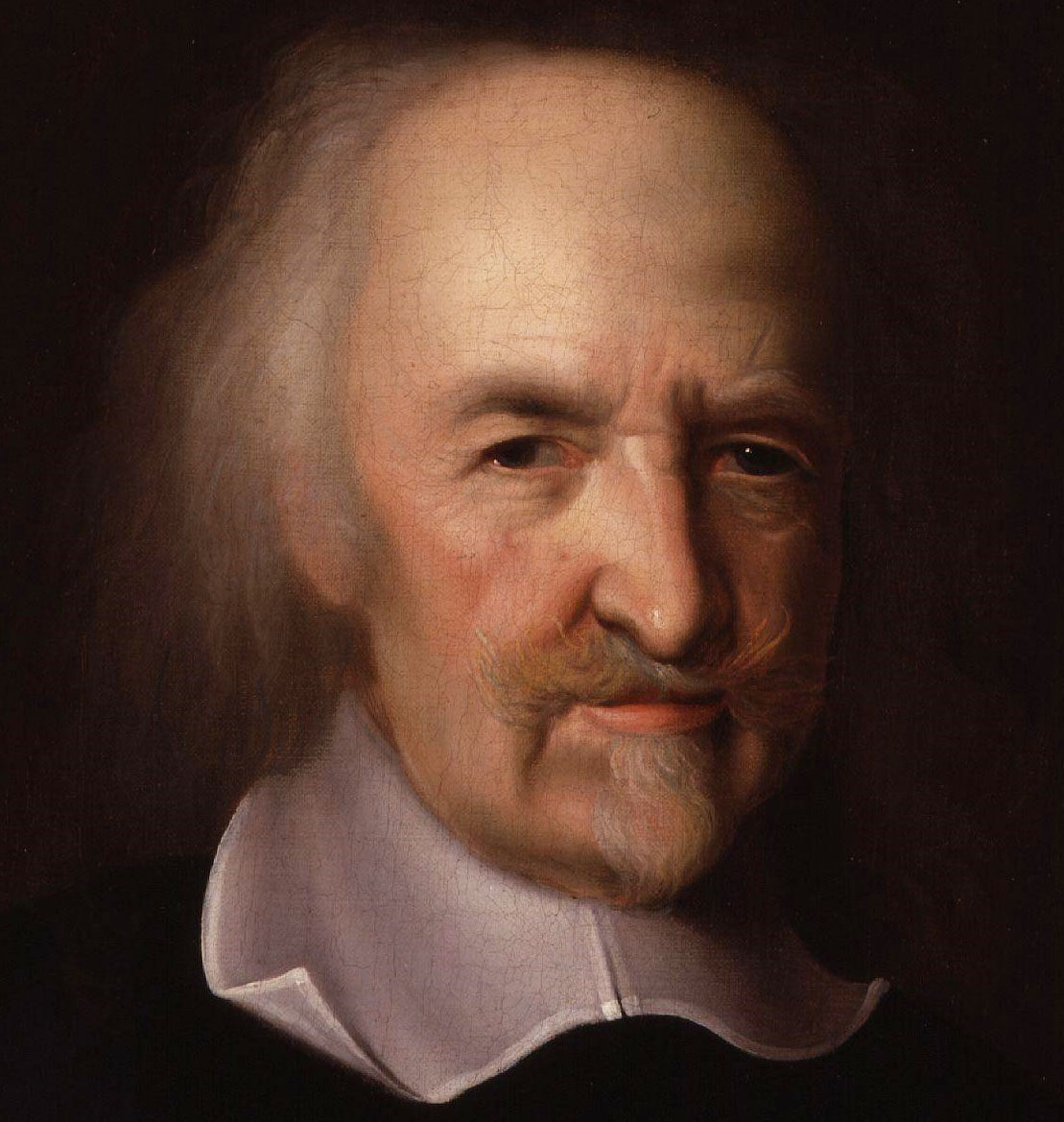
Thomas Hobbes

### Moderni
- Thomas Hobbes. Leviatano, 2:26; 3:33, 34, 35, 36. Inghilterra, 1651. Rist. curata da C. B. Macpherson, 332, 417, 436, 443–44, 459–60. Harmondsworth, Inghilterra: Penguin Classics, 1982. ISBN 0-14-043195-0.
- Mosè Luzzatto. Mesillat Yesharim, ch. 4. Amsterdam, 1740. Rist. su Mesillat Yesharim: The Path of the Just, 53. Gerusalemme: Feldheim, 1966. ISBN 0-87306-114-4.
- Moses Mendelssohn. Gerusalemme, § 2. Berlino, 1783. Rist. su Jerusalem: Or on Religious Power and Judaism. Trad. (EN)  di by Allan Arkush; introd. e note di Alexander Altmann, 100. Hanover, N.H.: Brandeis University Press, 1983. ISBN 0-87451-264-6.
- Abraham Isaac Kook. The Moral Principles. Primo XX secolo. Rist. su Abraham Isaac Kook: the Lights of Penitence, the Moral Principles, Lights of Holiness, Essays, Letters, and Poems. Trad. (EN)  di Ben Zion Bokser, 182. Mahwah, N.J.: Paulist Press 1978. ISBN 0-8091-2159-X.

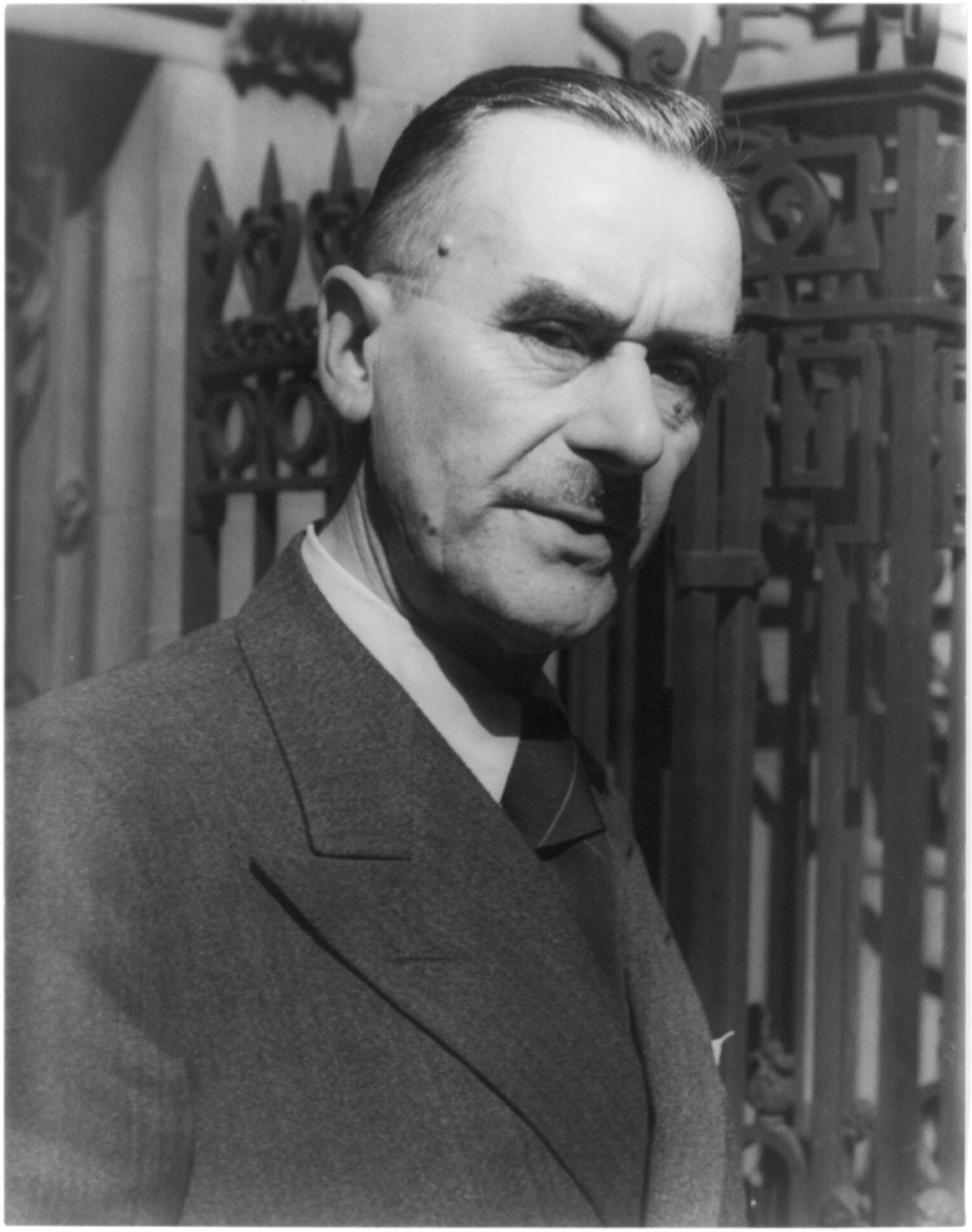
Thomas Mann

- Irving Fineman. Jacob, An Autobiograhical Novel, 11, 17. New York: Random House, 1941.
- Thomas Mann. Giuseppe e i suoi fratelli. Trad. (EN)  di John E. Woods, 4–11, 36, 43, 52–54, 59, 78, 89–91, 93, 95–98, 100–02, 125, 141, 148, 153–54, 177, 256–57, 309–10, 339–55, 385, 425, 492, 523, 555, 593–94, 596, 671, 763, 778–79, 781, 788, 806, 859. New York: Alfred A. Knopf, 2005. ISBN 1-4000-4001-9. Originale (DE)  Joseph und seine Brüder. Stockholm: Bermann-Fischer Verlag, 1943.
- Zofia Kossak-Szczucka. The Covenant: A Novel of the Life of Abraham the Prophet. New York: Roy, 1951.
- Erich Auerbach. “Odysseus' Scar.” In Mimesis: The Representation of Reality in Western Literature, 3–23. Princeton: Princeton University Press, 1968. ISBN 0-691-06078-9. (comparing accounts of Odysseus and Abraham).
- Martin Buber. On the Bible: Eighteen studies, 22–43. New York: Schocken Books, 1968.
- Mario Brelich. The Holy Embrace. Trad. (EN)  di John Shepley. Marlboro, Vermont: Marlboro Press, 1994. ISBN 1-56897-002-1. Originale (IT)  Il Sacro Amplesso. Milano: Adelphi Edizioni s.p.a., 1972.
- Terrence Malick. Days of Heaven. 1978.

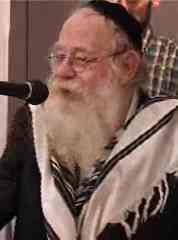
Adin Steinsaltz

- Adin Steinsaltz. Biblical Files, 12–29. New York: Basic Books, 1984. ISBN 0-465-00670-1.
- Phyllis Trible. “Hagar: The Desolation of Rejection”, su Texts of Terror: Literary-Feminist Readings of Biblical Narratives, 9–35. Philadelphia: Fortress Press, 1984. ISBN 0-8006-1537-9.
- Margaret Atwood. The Handmaid's Tale. Boston: Houghton Mifflin Co., 1986. ISBN 0-395-40425-8.
- Marc Gellman. “Finding the Right Man”, su Does God Have a Big Toe? Stories About Stories in the Bible, 47–51. New York: HarperCollins, 1989. ISBN 0-06-022432-0.
- Aaron Wildavsky. Assimilation versus Separation: Joseph the Administrator and the Politics of Religion in Biblical Israel, 5–6, 15, 17–29. New Brunswick, N.J.: Transaction Publishers, 1993. ISBN 1-56000-081-3.
- Joseph B. Soloveitchik. Abraham's Journey. KTAV Publishing House, 2008. ISBN 1-60280-004-9. (scritto prima del 1994).
- Jacob Milgrom. “Bible Versus Babel: Why did God tell Abraham to leave Mesopotamia, the most advanced civilization of its time, for the backwater region of Canaan?” Bible Review. 11 (2) (Apr. 1995).
- Walter Wangerin, Jr. The Book of God, 13–25. Grand Rapids, Mich.: Zondervan, 1996. ISBN 0-310-20005-9.

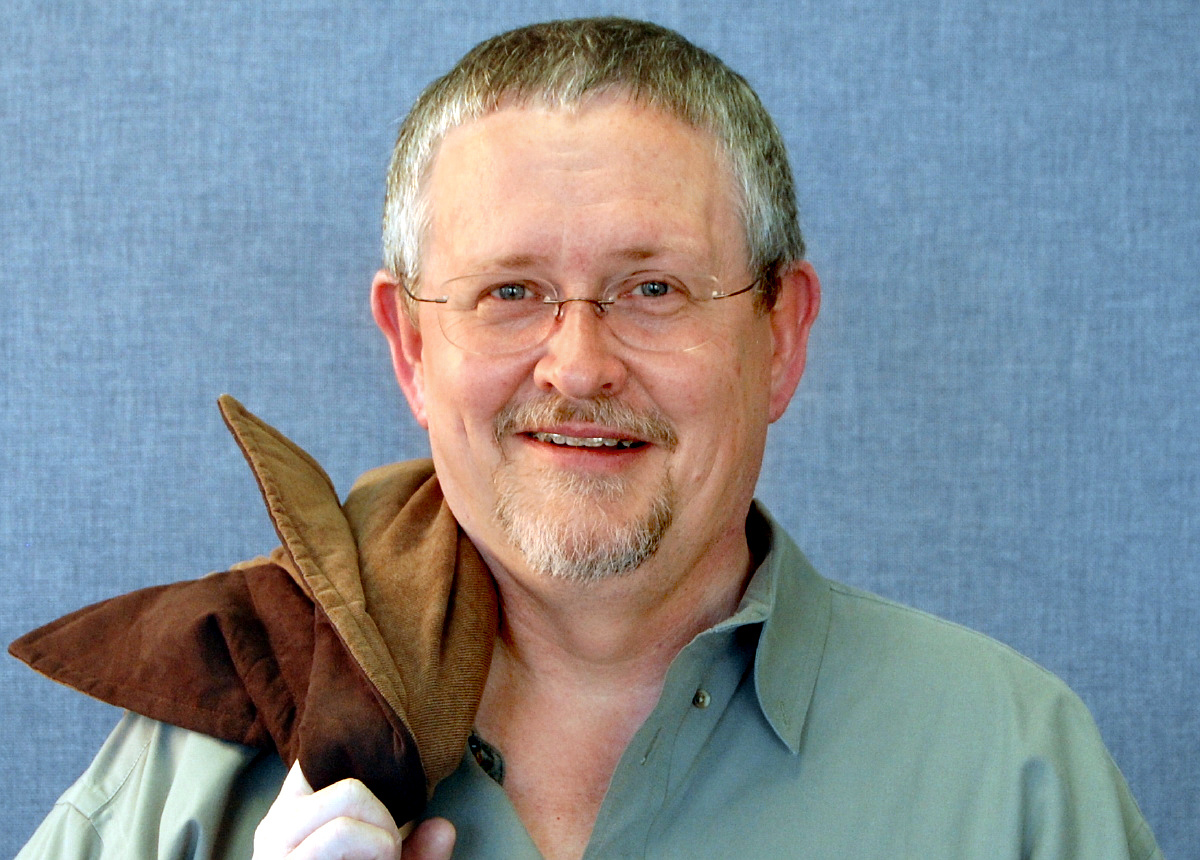
Orson Scott Card

- Orson Scott Card. Sarah: Women of Genesis. Salt Lake City: Shadow Mountain, 2000. ISBN 1-57008-994-9.
- David A. deSilva. “Why Did God Choose Abraham?” Bible Review 16 (3) (Giugno 2000): 16–21, 42–44.
- Tad Szulc. “Abraham: Journey of Faith.” National Geographic Magazine. 200 (6) (Dic. 2001): 90–129.
- Alan Lew. This Is Real and You Are Completely Unprepared: The Days of Awe as a Journey of Transformation, 20. Boston: Little, Brown and Co., 2003. ISBN 0-316-73908-1.
- Marek Halter, Sarah. New York: Crown Publishers, 2004. ISBN 1-4000-5272-6.
- David Rosenberg. Abraham: The First Historical Biography. New York: Basic Books, 2006. ISBN 0-465-07094-9.
- Suzanne A. Brody. “Lech L'cha.” In Dancing in the White Spaces: The Yearly Torah Cycle and More Poems, 64. Shelbyville, Kentucky: Wasteland Press, 2007. ISBN 1-60047-112-9.
- Esther Jungreis. Life Is a Test, 28–29, 49, 68, 130, 134, 214–15, 236. Brooklyn: Shaar Press, 2007. ISBN 1-4226-0609-0.
- J. SerVaas Williams. Abraham and Sarah. CreateSpace Independent Publishing Platform, 2012. ISBN 1-4775-1094-X.

### Testi
- "Parashah Lekh Lekha", su torah.it
- Parashah Lekh Lekha cantata, su torah.it
- Testo Masoretico e traduzione JPS 1917, su mechon-mamre.org.
- Parashah cantata, su bible.ort.org.
- Parashah letta in ebraico, su mechon-mamre.org.

### Commentari
- Academy for Jewish Religion, California, su ajrca.org.
- Academy for Jewish Religion, New York, su ajrsem.org.
- Aish.com. URL consultato l'11 marzo 2013 (archiviato dall'url originale il 17 marzo 2013).
- American Jewish University, su judaism.ajula.edu (archiviato dall'url originale il 20 febbraio 2012).
- Anshe Emes Synagogue, Los Angeles, su anshe.org. URL consultato l'11 marzo 2013 (archiviato dall'url originale il 1º novembre 2012).
- Bar-Ilan University, su biu.ac.il.
- Chabad.org.
- eparsha.com.
- G-dcast, su g-dcast.com. URL consultato l'11 marzo 2013 (archiviato dall'url originale il 20 marzo 2013).
- The Israel Koschitzky Virtual Beit Midrash, su vbm-torah.org. URL consultato l'11 marzo 2013 (archiviato dall'url originale il 2 novembre 2011).
- Jewish Agency for Israel, su jewishagency.org. URL consultato l'11 marzo 2013 (archiviato dall'url originale il 2 ottobre 2012).
- Jewish Theological Seminary (XML), su jtsa.edu. URL consultato l'11 marzo 2013 (archiviato dall'url originale l'11 marzo 2013).
- Mechon Hadar, su mechonhadar.org. URL consultato l'11 marzo 2013 (archiviato dall'url originale il 15 aprile 2013).
- Miriam Aflalo, su mishpacha.com. URL consultato l'11 marzo 2013 (archiviato dall'url originale il 6 aprile 2012).
- MyJewishLearning.com.
- Ohr Sameach, su ohr.edu.
- Orthodox Union, su ou.org.
- OzTorah, Torah from Australia, su oztorah.com.
- Oz Ve Shalom — Netivot Shalom, su netivot-shalom.org.il. URL consultato l'11 marzo 2013 (archiviato dall'url originale il 24 giugno 2010).
- Pardes from Jerusalem, su pardes.org.il. URL consultato l'11 marzo 2013 (archiviato dall'url originale il 10 novembre 2011).

- Parshah Parts (PDF), su parshaparts.com. URL consultato l'11 marzo 2013 (archiviato dall'url originale il 15 luglio 2011).
- Rabbi Dov Linzer, su rabbidovlinzer.blogspot.com.
- RabbiShimon.com. URL consultato l'11 marzo 2013 (archiviato dall'url originale il 31 marzo 2012).
- Rabbi Shlomo Riskin, su ohrtorahstone.org.il. URL consultato l'11 marzo 2013 (archiviato dall'url originale il 21 agosto 2011).
- Rabbi Shmuel Herzfeld, su rabbishmuel.com. URL consultato l'11 marzo 2013 (archiviato dall'url originale l'11 marzo 2013).
- Reconstructionist Judaism, su www4.jrf.org. URL consultato l'11 marzo 2013 (archiviato dall'url originale il 16 febbraio 2006).
- Sephardic Institute, su judaicseminar.org.
- Shiur.com.
- 613.org Jewish Torah Audio, su 613.org. URL consultato l'11 marzo 2013 (archiviato dall'url originale il 25 agosto 2011).
- Tanach Study Center, su tanach.org.
- Teach613.org, Torah Education at Cherry Hill, su teach613.org.
- Torah from Dixie, su tfdixie.com. URL consultato l'11 marzo 2013 (archiviato dall'url originale il 23 giugno 2012).
- Torah.it, su archivio-torah.it.
- Torah.org.
- TorahVort.com.
- Union for Reform Judaism, su urj.org. URL consultato l'11 marzo 2013 (archiviato dall'url originale il 17 giugno 2009).
- United Hebrew Congregations of the Commonwealth, su chiefrabbi.org.
- United Synagogue of Conservative Judaism, su uscj.org. URL consultato l'11 marzo 2013 (archiviato dall'url originale il 14 agosto 2012).
- What’s Bothering Rashi?, su shemayisrael.com.